# Shirwal
Shirwal är en ort i Indien.   Den ligger i distriktet Satara Division och delstaten Maharashtra, i den sydvästra delen av landet, 1 200 km söder om huvudstaden New Delhi. Shirwal ligger 594 meter över havet och antalet invånare är 12 703.
Terrängen runt Shirwal är platt åt sydost, men åt nordväst är den kuperad. Runt Shirwal är det ganska tätbefolkat, med 230 invånare per kvadratkilometer. Närmaste större samhälle är Bhor, 14,2 km väster om Shirwal. Trakten runt Shirwal består till största delen av jordbruksmark.